# RARBG
RARBG е бивш торент тракер, основан през 2008 г., който предоставя торент файлове и магнитни линкове за споделяне на файлове между потребителите. На 31 май 2023 г. сайтът е спрян.

## Блокиране и цензура
RARBG е блокиран в следните държави заради нарушаване на авторски права:
| Държава          | Дата на блокиране   |
| ---------------- | ------------------- |
| Саудитска Арабия | 2 април 2014 г.     |
| Великобритания   | 27 ноември 2014 г.  |
| Дания            | 27 март 2015 г.     |
| Португалия       | 26 октомври 2015 г. |
| Пакистан         | -                   |
| България         | -                   |
| Мароко           | -                   |
| Индонезия        | 10 октомври 2017 г. |
| Ирландия         | 18 януари 2018 г.   |
| Австралия        | 18 август 2017 г.   |